# Azurguldstekel
Azurguldstekel (Spinolia unicolor) är en stekelart som först beskrevs av Anders Gustav Dahlbom 1831.  Azurguldstekel ingår i släktet Spinolia, och familjen guldsteklar. Enligt den svenska rödlistan är arten akut hotad i Sverige. Arten förekommer i Götaland. Arten har tidigare förekommit på Öland men är numera lokalt utdöd. Artens livsmiljö är jordbrukslandskap, havsstränder, stadsmiljö.